# Matična petlja
Matična petlja je oblik intramolekularnog sparivanja baza koji se javlja kod jednolančanih DNK i RNK molekula. Ova struktura je takođe poznata kao šnala ili petlja ukosnice. Ona se javlja kad se spoje dva regiona istog lanca sa komplementarnom nukleotidnom sekvencom kad se čitaju u suprotnim pravcima. Time se formira dvostruki heliks na čijem jednom kraju je nesparena petlja. Rezultujuća struktura je ključni gradivni blok mnogih RNK sekundarnih struktura.